# Kwawus
Els kwawus (o kwahus) són els membres d'un grup àkan que tenen com a llengua materna un dialecte de l'àkan, el kwawu. El seu territori està situat a les regions: Brong-Ahafo, Aixanti, Oriental, Central i Volta. Hi ha entre 532.000 i 591.000 kwawus.

## Situació territorial i territori
El territori en el que viuen els kwawus és molt extens: està al nord i oest de la ciutat d'Accra i ocupa gairebé la totalitat de la regió Central i la regió Aixanti, la part occidental de la regió oriental, la part més meridional de la regió de Brong-Ahafo, parts de la frontera oriental i nord-oriental de la regió Occidental i parts de la regió Volta. La part més septentrional estaria a l'altura del Parc Nacional de Digya (al nord-est), a l'extrem nord-occidental hi ha la Reserva Forestal d'Aboniyere Shelterbelt i la ciutat de Sunyani, a l'extrem sud-occidental hi ha la ciutat de Takoradi i a l'extrem oriental hi ha la ciutat de Koforidua. Segons l'ethnologue, el territori kwawu és molt més limitat i en l'actualitat a part de la regió Oriental, al voltant de Kodiabe.
El 1988 es va dividir el territori kwawu en dos demarcacions: la nord i la sud. El Kwawu septentrional posteriorment fou dividit en els districtes d'Afram Plains North i Afram Plains South. Això ha conduït a que el terme de kwawu septentrional es deixés d'utilitzar i que s'entengui el territori kwawu només en el que és el Kwawu meridional.
Els kwawus limitgen amb els akyems al sud i a l'est i amb els aixantis al nord i a l'oest.
Existeix el territori kwawu nuclear i el territori kwawu perifèric. El nuclear comprèn l'altiplà conegut amb el nom de Kwawu Ridje, que va des de Twendurasi, al sud-oest fins a Tafo, al nord-est (20 km) i des d'Atibie, al sud, fins a Abene (capital tradicional), al nord (20 km). En el centre d'aquesta zona hi ha la capital del districte, Mpraeso.

## Història
En el segle xiii fou l'època en què van créixer els estats centralitzats àkans, degut a l'obertura de rutes comercials per a l'exportació de l'or de la regió. Al segle XVII va emergir el gran Regne Aixanti a la regió forestal del centre de l'actual Ghana quan es van unificar molts petits estats sota el govern de Kumasi per tal d'adquirir llibertat política de Denkyira. El 1900 fou dissolta la Confederació Àkan i els britànics van colonitzar la zona el 1901. Tot i això, els pobles àkans han mantingut un lligam i un poder polític i econòmic important.
Abans de l'arribada dels primers missioners de Basilea, els kwawus creien en religions tradicionals africanes, però es van convertir al cristianisme ràpidament.
El 1626 hi ha la primera menció documental dels kwawus en un mapa holandès, en el que apareix el mot Quahoe.

## Llengua
Els kwawus tenen com a llengua materna un dialecte de la llengua àkan, el kwawu.

## Religió
Segons el joshuaproject, el 85% dels kwawus són cristians, el 10% creuen en religions tradicionals africanes i el 5% són musulmans. El 40% dels kwawus cristians són protestants, el 30% són catòlics i el 30% pertanyen a esglésies independents. El 20% dels kwawus cristians són evangelistes. Segons el peoplegroups, la majoria dels kwawus segueixen un cristianisme marginal que, tot i que té formes cristianes, no es pot considerar teològicament cristianisme.
El déu més important de la religió tradicional kwawu es diu Buruku, que és manifestat per una capella al capdamunt d'una roca. Buruku és un déu al qual se li reconeixen importants poders espirituals i curatius. El festival en honor de Buruku se celebrava a Akwasidae coincidint amb l'inici de l'estació agrària (març-abril). A més a més, els kwawus tenien altres celebracions com l'eto pitie a Obo, l'akwasidae Kese a Bokuruwa i a Abene i les festes d'Okomfo Yaw a Aduamoa, en les que s'hi feien sacrificis animals.
Els catòlics van establir una missió a Kwawu çtafo i els presbiterians a Abetifi. La resistència religiosa fou una manera de resistència cultural anticolonial. Toti això, el cristianisme es va anar implementant, tot i que rituals i festes tradicionals es continuen celebrant.